# Hajdú-Bihar vármegyei 3. sz. országgyűlési egyéni választókerület
A Hajdú-Bihar vármegyei 3. számú országgyűlési egyéni választókerület egyike annak a 106 választókerületnek, amelyre a 2011. évi CCIII. törvény Magyarország területét felosztja, és amelyben a választópolgárok egy-egy országgyűlési képviselőt választhatnak. A választókerület nevének szabványos rövidítése: Hajdú-Bihar 03. OEVK. Székhelye: Debrecen

## Területe
1. Álmosd
2. Bagamér
3. Bocskaikert
4. Debrecen választókerülethez tartozó területének határvonala: Nyíregyháza felől a 4-es főút középvonala a városhatáron való belépési ponttól és folytatásában a Kassai út (házszám nélkül) az Árpád térig, az Árpád tér (1-től 25-ös házszámig), a Rakovszky Dániel utca páros oldala az Ótemető utcáig, az Ótemető utca páros oldala a vasútvonalig, a vasútvonal dél felé a Faraktár utcáig, a Faraktár utca páros oldala a vasútvonaltól a Komáromi Csipkés György térig, a Komáromi Csipkés György tér északi oldala a Vámospércsi útig, a Vámospércsi út páros oldala a Panoráma útig, a Panoráma út északi irányban a 4908-as jelű útig, a 4908-as jelű út északkeleti irányban a városhatárig, a városhatár vonala az óramutató járásával ellentétes irányban a kiindulási pontig.
5. Fülöp
6. Hajdúhadház
7. Hajdúsámson
8. Kokad
9. Létavértes
10. Nyírábrány
11. Nyíracsád
12. Nyíradony
13. Nyírmártonfalva
14. Téglás
15. Újléta
16. Vámospércs

## Országgyűlési képviselője
| Név         | Párt                                         | Párt        | Terminus | Megjegyzés                                   |
| ----------- | -------------------------------------------- | ----------- | -------- | -------------------------------------------- |
| Tasó László |                                              | Fidesz-KDNP | 2014 –   | A 2014-es országgyűlési választás eredménye: |
| Tasó László | A 2018-as országgyűlési választás eredménye: | Fidesz-KDNP | 2014 –   |                                              |
| Tasó László | A 2022-es országgyűlési választás eredménye: | Fidesz-KDNP | 2014 –   |                                              |

## Demográfiai profilja
| Iskolai végzettség                | Iskolai végzettség               | Iskolai végzettség | Iskolai végzettség | Iskolai végzettség |
| --------------------------------- | -------------------------------- | ------------------ | ------------------ | ------------------ |
|                                   |                                  |                    |                    | fő                 |
| Általános iskolát nem végezte el  | Általános iskolát nem végezte el |                    | 2685               | 2685               |
| Általános iskola                  | Általános iskola                 |                    | 19601              | 19601              |
| Szakmunkás                        | Szakmunkás                       |                    | 18601              | 18601              |
| Érettségi                         | Érettségi                        |                    | 23550              | 23550              |
| Diploma                           | Diploma                          |                    | 12256              | 12256              |
| A 2022. évi népszámlálás szerint. |                                  |                    |                    |                    |

A Hajdú-Bihar vármegyei 1. sz. választókerület lakónépessége 2022. október 1-jén 96 986 fő volt. A 2011-es és a 2022-es népszámlálás között 1048 fővel nőtt a választókerület lakosság száma. A választókerületben a korösszetétel alapján a legtöbben a középkorúak élnek 33 043 fővel, míg a legkevesebben az időskorúak 15 979 fővel. A választókerület lakosságának a 82,1%-nál van internet elérési lehetőség.
A legmagasabb befejezett iskolai végzettség szerint az érettségi végzettséggel rendelkezők élnek a legtöbben 23 550 fő, utánuk a következő nagy csoport az általános iskolai végzettségűek 19 601 fővel.
Gazdasági aktivitás szerint a lakosság közel fele foglalkoztatott 43 305 fő, második legjelentősebb csoport az inaktív keresők, akik főleg nyugdíjasok 21 033 fővel.
A választókerület legjelentősebb nemzetiségi csoportja a cigány 1983 fő, illetve a román 277 fő. Magyar állampolgársággal nem rendelkező külföldi állampolgárok aránya 0,6%.
Vallási összetétel szerint a választókerületben lakók legnagyobb vallása a református (19 199 fő), valamint jelentős közösség még a görögkatolikus (8667 fő). A vallási közösséghez nem tartozók száma szintén jelentős (12 985 fő), a választókerületben a második legnagyobb csoport a református vallás után.

## Országgyűlési választások

### 2022

###### A 2022-es országgyűlési választás választókerületi eredményei:
|    | A jelölt neve         | Jelölő szervezet(ek)                  | Kapott érvényes szavazat | %      |
| -- | --------------------- | ------------------------------------- | ------------------------ | ------ |
| 1. | Tasó László           | Fidesz-KDNP                           | 31 266                   | 63,51% |
| 2. | Salamon Gergő         | DK-Jobbik-Momentum-MSZP-LMP-Párbeszéd | 13 627                   | 27,68% |
| 3. | Hunyadi Máté          | Mi Hazánk                             | 3075                     | 6,25%  |
| 4. | Hornyák Attila        | MEMO                                  | 602                      | 1,22%  |
| 5. | Dobránszki László     | Normális Párt                         | 358                      | 0,73%  |
| 6. | Rózsás Viola Julianna | MSZDDSZ                               | 177                      | 0,36%  |
| 7. | Káposznyák István     | Munkáspárt-ISZOMM                     | 128                      | 0,26%  |

### 2018

###### A 2018-as országgyűlési választás választókerületi eredményei:
|    | A jelölt neve            | Jelölő szervezet(ek)  | Kapott érvényes szavazat | %      |
| -- | ------------------------ | --------------------- | ------------------------ | ------ |
| 1  | Tasó László              | Fidesz-KDNP           | 27 979                   | 58,16% |
| 2  | Csikai József            | Jobbik                | 12 249                   | 25,46% |
| 3  | Káposznyák István        | DK                    | 3 654                    | 7,6%   |
| 4  | Kiss Tamás Péter         | LMP                   | 1 942                    | 4,04%  |
| 5  | Kosztin Mihály           | Együtt                | 690                      | 1,43%  |
| 6  | Lakatos Árpád            | Momentum              | 639                      | 1,33%  |
| 7  | Gottdiener Éva           | CSP                   | 219                      | 0,46%  |
| 8  | Hortó József             | MCP                   | 117                      | 0,24%  |
| 9  | Dr. Nagy Attila          | MIÉP                  | 85                       | 0,18%  |
| 10 | Talpas János             | MISZEP                | 83                       | 0,17%  |
| 11 | Varga Zsolt László       | Közös Nevező          | 73                       | 0,15%  |
| 12 | Gál József               | IMA                   | 70                       | 0,15%  |
| 13 | Lendvai Bátor Zsolt      | Tenni Akarás Mozgalom | 67                       | 0,14%  |
| 14 | Szepesi Gábor            | Medete Párt           | 52                       | 0,11%  |
| 15 | Menyhért Attila          | EU.ROM                | 47                       | 0,1%   |
| 16 | Tóth Sándorné            | Rend Párt             | 34                       | 0,07%  |
| 17 | Nagy József              | Iránytű               | 33                       | 0,07%  |
| 18 | Égerháziné Zubály Ibolya | NP                    | 28                       | 0,06%  |

### 2014

###### A 2014-es országgyűlési választás választókerületi eredményei:
|    | A jelölt neve            | Jelölő szervezet(ek)  | Kapott érvényes szavazat | %       |
| -- | ------------------------ | --------------------- | ------------------------ | ------- |
| 1  | Tasó László              | Fidesz-KDNP           | 21 619                   | 51.64 % |
| 2  | Ágoston Tibor            | Jobbik                | 10 441                   | 24.94 % |
| 3  | Pallás György            | MSZP-Együtt-DK-PM-MLP | 7 288                    | 17.41 % |
| 4  | Kádi István Lajos        | LMP                   | 1 300                    | 3.11 %  |
| 5  | Székely János            | A Haza Nem Eladó      | 343                      | 0.82 %  |
| 6  | Alföldi-Lakatos Gábor    | MCP                   | 256                      | 0.61 %  |
| 7  | Kajdiné Virág Katalin    | SMS                   | 210                      | 0.5 %   |
| 8  | Nagy Judit Erzsébet      | ÖP                    | 112                      | 0.27 %  |
| 9  | Leiterné Pálfalvi Petra  | Szociáldemokraták     | 88                       | 0.21 %  |
| 10 | Czeglédi Norbert Tamás   | JESZ                  | 71                       | 0.17 %  |
| 11 | Tóth Csaba István        | MACSEP                | 65                       | 0.16 %  |
| 12 | Géhl Attila              | MKSZU                 | 50                       | 0.12 %  |
| 13 | Juhászné Drabik Erzsébet | MRPP                  | 19                       | 0.05 %  |